# Melissa Ponzio
Melissa Ponzio (Nueva York, 3 de agosto de 1972) es una actriz estadounidense, conocida por sus personajes de Melissa McCall en Teen Wolf, Karen en The Walking Dead y Donna Robbins en Chicago Fire.

## Biografía
Ponzio nació en la ciudad de Nueva York, vivió en varios estados con sus padres y hermano, hasta que se estableció en Florida durante la mayor parte de su infancia. Durante el instituto, fue la presidenta de la clase, la editora del anuario y la reina del baile, además de formar parte del equipo de natación. La universidad la llevó a su ciudad natal adoptiva, Atlanta, donde se graduó con honores en la Universidad Estatal de Georgia con una licenciatura en periodismo y una especialización en teatro.
A finales de 1990, Ponzio comenzó a aparecer como invitada en programas de televisión, incluyendo Dawson's Creek, One Tree Hill, Surface, Drop Dead Diva, CSI: Crime Scene Investigation, The Gates, NCIS, The Following y Banshee. Ella también apareció en las películas The Greenskeeper (2002), Road Trip: Beer Pong (2009), Life as We Know It (2010) y Upside (2010).
Ponzio protagonizó junto a Hilary Swank la película original de HBO, Mary and Martha, dirigida por Phillip Noyce. Basada en una historia real, la película retrata la lucha de una madre por erradicar la malaria en el mundo en desarrollo. Otros créditos cinematográficos incluyen el drama histórico de HBO Warm Springs, junto a Kenneth Branagh y Cynthia Nixon, y la comedia de Warner Brothers, Life As We Know It, con Josh Duhamel y Katherine Heigl.
Ponzio es conocida por sus papeles recurrentes como Angie en la serie de drama Army Wives (2007-2009), y como Melissa McCall en la serie de MTV, Teen Wolf (2011-2017). En 2013, interpretó a Karen en la serie de AMC, The Walking Dead.

## Filmografía
| Películas | Películas                                      | Películas                    | Películas                                                                      |
| Año       | Título                                         | Rol                          | Notas                                                                          |
| --------- | ---------------------------------------------- | ---------------------------- | ------------------------------------------------------------------------------ |
| 1999      | Atlanta Blue                                   | Mona                         | Personaje Secundario, Film                                                     |
| 1999      | Shake, Rattle and Roll: An American Love Story | New York Executive           | Papel Menor, No Acreditada. Film                                               |
| 2002      | The Greenskeeper                               | Elena Rodríguez              | Personaje Secundario, Film                                                     |
| 2001-2002 | Dawson crece                                   | Estudiante / Robin Ellsworth | 3 episodios                                                                    |
| 2003-2004 | One Tree Hill                                  | Alice                        | 2 episodios                                                                    |
| 2005      | Warm Springs                                   | Lucy Mercer                  | Personaje Secundario, Película de TV                                           |
| 2006      | Surface                                        | Ann Tracey                   | Recurrente, 2 episodios                                                        |
| 2007      | October Road                                   | Young Girl                   | Episodio "Piloto"                                                              |
| 2007      | Katrinaville                                   | Yasmine Quaid                | Invitada "Critical Mass" (Temporada 1, episodio 5)                             |
| 2007-2009 | Army Wives                                     | Angie                        | Personaje Recurrente (Temporadas 1-3, 12 episodios)                            |
| 2008      | Little Britain USA                             | Barbara                      | Invitada (Temporada 1, episodio 3)                                             |
| 2009      | Mi falso prometido                             | Sales Lady                   | Personaje Secundario, Película de TV                                           |
| 2009      | Divina de la muerte                            | Selette Garner               | Invitada "Do Over" (Temporada 1, episodio 3)                                   |
| 2009      | The Vampire Diaries                            | Daphne                       | Invitada, "The Turning Point"                                                  |
| 2010      | CSI: Crime Scene Investigation                 | Sasha Katsaros               | Invitada "The Panty Sniffer" (Temporada 10, episodio 16)                       |
| 2010      | Past Life                                      | Dr. Steen                    | Invitada "Gone Daddy Gone" (Temporada 1, episodio 5)                           |
| 2010      | The Gates                                      | Gloria Bennett               | Invitada "Jurisdiction"                                                        |
| 2011      | Justice for Natalee Holloway                   | Debra Stanville              | Personaje Secundario, Film                                                     |
| 2011      | Franklin & Bash                                | Annie Ross                   | Episodio "Piloto"                                                              |
| 2011      | Necessary Roughness                            | Lisa Genovese                | Invitada "Anchor Management"                                                   |
| 2011      | NCIS: Naval Criminal Investigative Service     | Drew Turner                  | Invitada, "Enemy on the Hill" (Temporada 6, episodio 4)                        |
| 2011      | CSI: Miami                                     | Kathy Jennings               | Invitada, "Crowned" (Temporada 10, episodio 11)                                |
| 2011-2017 | Teen Wolf                                      | Melissa McCall               | Recurrente (Temporada 1-5; 52 episodios) Principal (Temporada 6; 13 episodios) |
| 2012      | Touch                                          | Gwen Davis                   | Invitada                                                                       |
| 2013      | Undocumented Executive                         | Anita Vásquez                | Personaje Secundario                                                           |
| 2013      | The Following                                  | Detective Joan Garcia        | Episodio "Piloto"                                                              |
| 2013      | Banshee                                        | Jocelyn Frears               | Recurrente, 2 episodios                                                        |
| 2013      | Second Generation Wayans                       | Lorin Sandler                | Recurrente, 2 episodios                                                        |
| 2013      | Mary and Martha                                | Alice                        | Personaje Secundario                                                           |
| 2013      | The Walking Dead                               | Karen                        | Recurrente (Temporadas 3-4, 7 episodios)                                       |
| 2014-2019 | Chicago Fire                                   | Donna Robbins                | Recurrente (Temporadas 2-7, 29 episodios)                                      |